# Astrea (género coral)

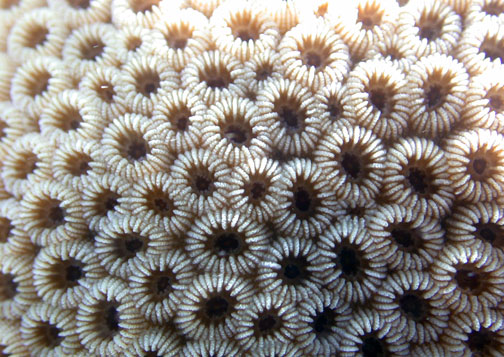
Astrea curta, detalle de los coralitos

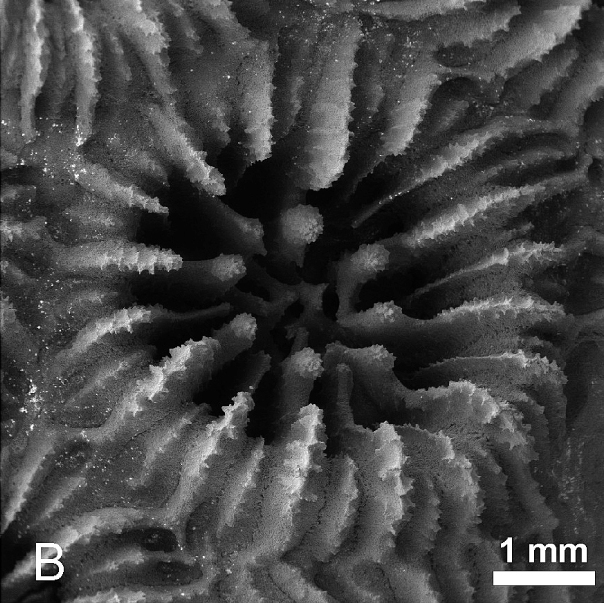
Coralito de A. devantieri

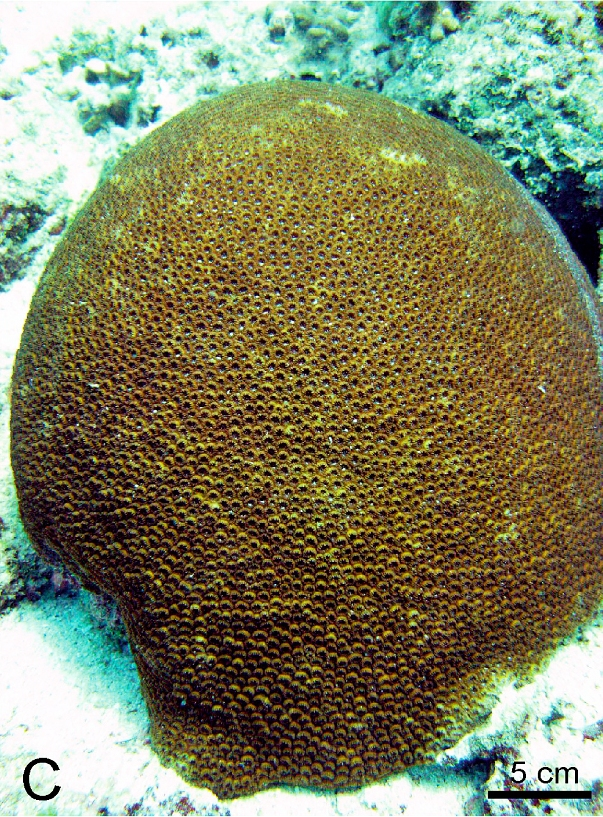
A. devantieri en isla Socotra, Yemen

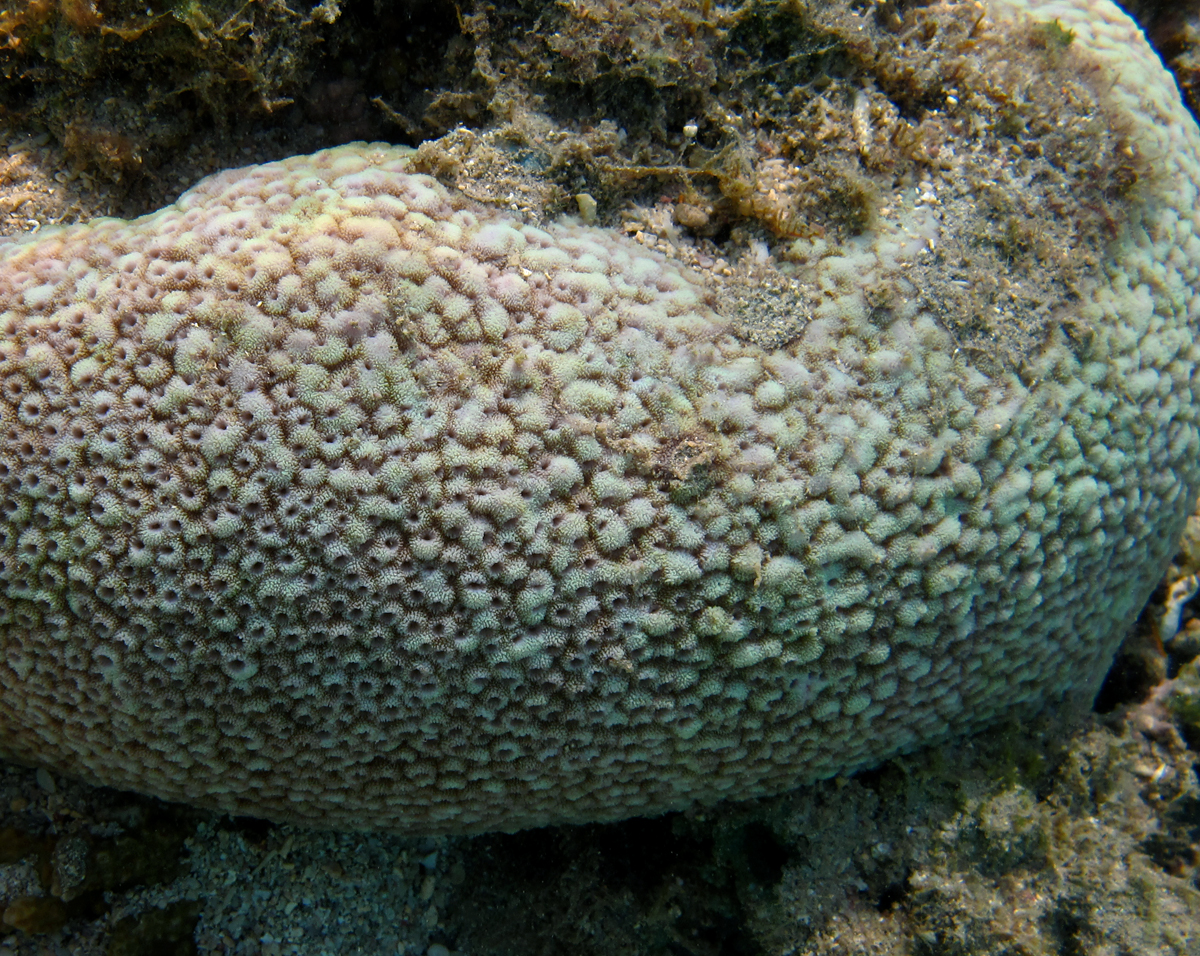
Colonia de Astrea curta en Reunión

Astrea es un género de corales que pertenece a la familia Merulinidae, dentro del grupo de los corales duros, orden Scleractinia.
Son corales hermatípicos, constructores de arrecifes en aguas tropicales del océano Indo-Pacífico, desde la costa este africana hasta las costas americanas del Pacífico.

## Taxonomía
La organización taxonómica de las especies, géneros, familias y órdenes de la clase Anthozoa, viene siendo, desde el siglo XIX, materia apasionante para los científicos. Dados los avances científicos, que posibilitan, tanto la exploración y recolección de especies, como los análisis filogenéticos moleculares, o las imágenes proporcionadas por el microscopio electrónico de barrido, asistimos a una permanente reclasificación de los clados taxonómicos.
Debido a ello, las especies existentes de Astrea han estado enmarcadas hasta hace muy poco tiempo en los géneros Montastraea, Madrepora y Plesiastrea, siendo reclasificadas por el Registro Mundial de Especies Marinas, sobre la base de recientes estudios, que las asignan al resucitado género Astrea, en la familia Merulinidae.

## Especies
El Registro Mundial de Especies Marinas reconoce las siguientes especies en el género, siendo valoradas algunas por la Lista Roja de Especies Amenazadas de la UICN, que todavía no las ha renombrado:
- Astrea annuligera Milne Edwards & Haime, 1849.   Estado: Casi amenazada
- Astrea curta Dana, 1846.   Estado: Preocupación menor
- Astrea devantieri (Veron, 2000).   Estado: Casi amenazada
- Astrea guettardi Defrance, 1826.   († extinta)
- Astrea rotulosa (Ellis & Solander, 1786)
- Astrea turonensis Michelin, 1847.   († extinta)

## Morfología
Los corales Astrea forman colonias masivas, tanto planas como esféricas, semi-esféricas, columnares o incrustantes. En aguas superficiales desarrollan formas esféricas o lobuladas, mientras que a mayor profundidad son aplanadas o laminares. La especie Astrea devantieri forma enormes colonias redondeadas de varios metros de diámetro.
Los coralitos se disponen en forma plocoide sobre la superficie de la colonia, lo que significa que tienen sus propios muros, no fusionados con los coralitos contiguos, pero unidos a éstos por láminas llamadas costa. Los cálices son circulares, pudiendo ser de diferentes diámetros, y se disponen sobre la superficie de la colonia, tanto bien compactados, como espaciados. Los septos suelen ser exsertos, y se disponen en dos o tres ciclos.
Los pólipos se extienden sólo durante la noche, y tienen un círculo simple de tentáculos, empleados en la caza de presas del plancton.
La gama de colores abarca el marrón, gris, verde, crema, blanco, naranja o rojo. Con frecuencia el disco oral tiene coloración contrastante con la del resto del tejido de los pólipos.

## Hábitat y distribución
Viven en arrecifes localizados en los mares tropicales, en zonas cercanas a las costas. Mayoritariamente se encuentran en aguas superficiales, hasta los 20 m, aunque se reportan localizaciones hasta los 50 m de profundidad, y en un rango de temperatura entre 22.21 y  28.54 °C. Habitan en diversos entornos del arrecife, fondos rocosos, lagunas, laderas anteriores y posteriores del arrecife.
Se distribuyen ampliamente en el océano Indo-Pacífico, desde las costas orientales de África, incluyendo el mar Rojo y el golfo de Adén, todo el Índico este y el Pacífico oeste y central tropicales, incluyendo las costas de Nueva Zelanda al sur, y Filipinas y Japón al norte, hasta las islas de Polinesia y Chile,

## Alimentación
Contienen algas simbióticas, mutualistas (ambos organismos se benefician de la relación) llamadas zooxantelas. Las algas realizan la fotosíntesis produciendo oxígeno y azúcares, que son aprovechados por los pólipos, y se alimentan de los catabolitos del coral (especialmente fósforo y nitrógeno). Esto les proporciona entre el 70 y el 95% de sus necesidades alimenticias. El resto lo obtienen atrapando del plancton minúsculos copépodos, anfípodos y huevos de otros animales, así como de materia orgánica disuelta en el agua.

## Reproducción
Se reproducen asexualmente mediante gemación, y sexualmente, lanzando al exterior sus células sexuales. En este tipo de reproducción, la mayoría de los corales liberan óvulos y espermatozoides al agua, siendo por tanto la fecundación externa.  Los huevos una vez en el exterior, permanecen a la deriva arrastrados por las corrientes varios días, más tarde se forma una larva plánula que, tras deambular unos días por la columna de agua, cae al fondo, se adhiere a él y comienza su vida sésil, secretando carbonato cálcico para conformar un esqueleto, o coralito. Posteriormente, los pólipos se reproducen por gemación, dando origen a la colonia.